# Liste chinesischer Massenorganisationen
Dies ist eine Liste chinesischer Massenorganisationen in der Volksrepublik China.

## Übersicht
- Gesamtchinesischer Gewerkschaftsbund (in der Politischen Konsultativkonferenz des chinesischen Volkes vertreten)
- Kommunistischer Jugendverband Chinas (in der Politischen Konsultativkonferenz des chinesischen Volkes vertreten)
- Allchinesischer Jugendbund (in der Politischen Konsultativkonferenz des chinesischen Volkes vertreten)
- All-Chinesische Frauenvereinigung (in der Politischen Konsultativkonferenz des chinesischen Volkes vertreten)
- Gesamtchinesische Vereinigung der Industriellen und Kaufleute (in der Politischen Konsultativkonferenz des chinesischen Volkes vertreten)
- Gesamtchinesischer Bund der Literatur- und Kunstschaffenden
- Chinesische Gesellschaft für Wissenschaft und Technik (in der Politischen Konsultativkonferenz des chinesischen Volkes vertreten)
- Gesamtchinesische Vereinigung der Heimgekehrten Auslandschinesen (in der Politischen Konsultativkonferenz des chinesischen Volkes vertreten)
- Gesellschaft des Chinesischen Volkes für Freundschaft mit dem Ausland
- Chinesische Gesellschaft für die Förderung des Außenhandels
- Chinesische Vereinigung der Behinderten
- Gesamtchinesische Journalistenvereinigung
- Chinesisches Rote Kreuz
- Gesamtchinesische Vereinigung der Taiwanesischen Landsleute (in der Politischen Konsultativkonferenz des chinesischen Volkes vertreten)
- Soong-Ching-Ling-Stiftung
- Institut des Chinesischen Volkes für Auswärtige Angelegenheiten
- Absolventenverband der Whampoa-Militärakademie
- Verband der vom Westen heimgekehrten Studenten
- Chinesischer Schriftstellerverband
- Chinesische Gesetzgesellschaft
- Chinesische Forschungsgesellschaft für Ideologische und Politische Arbeit für Arbeiter.